# Undvikande

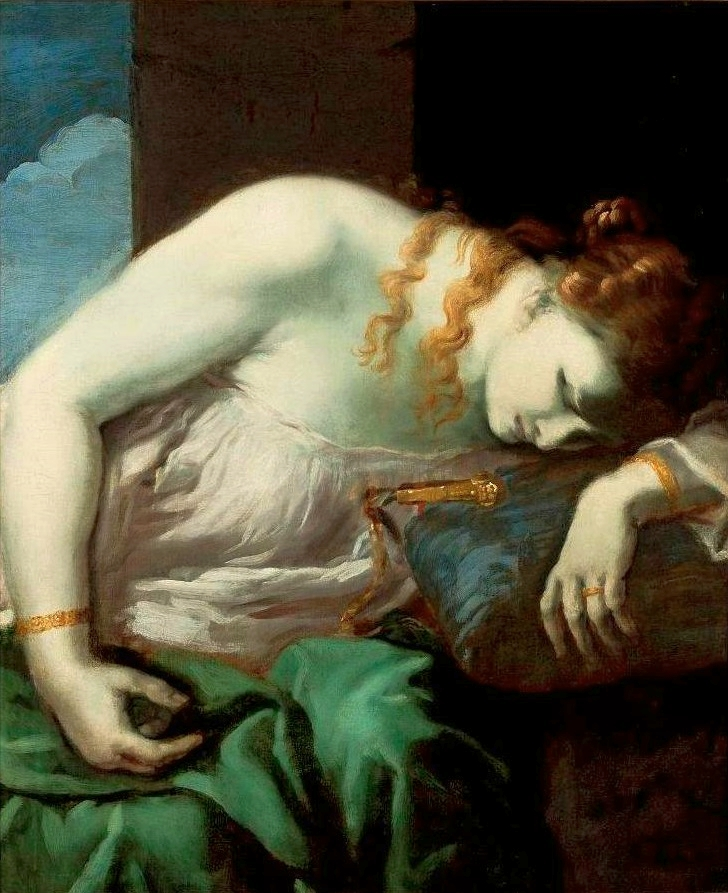
Personer med undvikande-beteende kan vara svåra att nå fram till.
Carneo, "Den döende Lucretia".

Undvikande är ett kognitivt och beteendesymtom vid traumatisering. Det drabbar oftast personer som redan innan hade ett dissociativt sätt att hantera kriser.
Undvikande kan ske efter en enskild traumatisk upplevelse, efter en serie av traumatiska upplevelser eller efter kronisk stress. Andra psykiska traumareaktioner innefattar återupplevande, förhöjd vaksamhet och dissociation.

## Symtom
Ett undvikande beteende kan vara att undvika platser som påminner om traumat eller att undvika platsen där traumat inträffade. Ett sådant beteende kan också innefatta personer som påminner om traumat, som en eventuell förövare eller en syndabock. Även prokrastinering (uppskjutande) kan vara ett undvikandebeteende och kan bero på en överväldigande stress eller övermäktiga känslor.
Undvikande kan ta sig kognitiva uttryck, till exempel genom att undvika tankar på det inträffade, att vägra tala om det, och i värsta fall leda till amnesi. Ett annat undvikande uttryck är att börja strunta i viktiga delar av vardagen eller livet eller att tappa intresset för sådant som tidigare engagerade personen.
Personer med ett undvikande sätt att hantera trauman kan bli känslomässigt kyliga och uppleva det som att det inte finns någon framtid, att livet är kort. Självvald isolering är särskilt vanligt när traumat bestått i att personen svikits av nära anhöriga, vilket kan åtföljas av en misstro mot relationer. Om traumaupplevelsen innefattar starka inslag av att inte kunna kontrollera situationen, kan ett överdrivet kontrollbehov uppstå. Det behovet kan leda till att personen undviker sådant som den inte är övertygad om att den kommer att kunna behärska. I synnerhet vid komplex traumatisering kan personen få en känsla av att livet förlorar sin mening, en känsla av hopplöshet, och uppleva det som att inga händelser är förutsägbara, vilket i sin tur kan leda till att omvärlden upplevs som farlig.
Barn med undvikandebeteende kan vägra gå till skolan, undvika aktiviteter som de tidigare deltagit i, verka håglösa eller bli utagerande.

## Förekomst
Undvikande är ett tecken på akut stressreaktion, posttraumatisk stress och andra traumarelaterade psykiska tillstånd. Kumulativt trauma eller livsstress ökar risken för att personen antar en undvikande-copingstrategi.
Undvikande är också ett utmärkande drag i fobisk personlighetsstörning och social fobi.